# Les Lavigueur, la vraie histoire
Les Lavigueur, la vraie histoire est une mini-série télévisée québécoise dramatique en 6 épisodes produite par Marc S. Grenier et scénarisée par Jacques Savoie et diffusée du 8 janvier 2008 au 12 février 2008 à Radio-Canada.

## Synopsis
La série raconte la version d’Yve Lavigueur, le seul garçon de la famille encore vivant, de l’histoire des Lavigueur, la célèbre famille du Centre-Sud de Montréal qui a gagné le gros lot remis par Loto-Québec.

## Distribution
- Pierre Verville : Jean-Guy Lavigueur
- Amélie Grenier : Micheline Daudelin Lavigueur
- Patrice Bélanger : Yve Lavigueur
- Sophie Cadieux : Sylvie Lavigueur
- Laurence Leboeuf : Louise Lavigueur
- Dhanaé Audet-Beaulieu : Michel Lavigueur
- Louis Champagne : Jean-Marie Daudelin alias « L’oncle souris », le frêre de Micheline
- David Savard : Johnny, le chum de Louise
- Marc Beaupré : Ti-Mi
- Jean-François Gaudet : Gaétan Richard
- Mireille Thibault : Colette Richard
- Nicolas Canuel : Sylvain Gamache
- Roc LaFortune : Frank Lemieux
- Denis Bernard : Maître Provencher
- Olivier Aubin : Maître François Léonard
- Christian Grenier : Roch
- Monelle Guertin : Mariette
- Antoine Mongrain : Pete
- Amélie Simard : Monique
- Brian D. Wright : Bill McIntyre

## Les épisodes
1. La famille
2. Qui gagne perd
3. Le procès
4. Le château
5. Le cinéma
6. La clôture

## Récompenses
- 2008 : Prix Gémeaux de la meilleure série dramatique[1]
- 2009 : Indie de la meilleure mini-série canadienne[2]
- 2009 : FIPA d'argent de la meilleure série (en France)[2]

## Adaptations dans le monde
La série a été adaptée en Espagne. Intitulée El Gordo: Una historia verdadera, cette version a été diffusée au printemps 2010 sur Antena 3. La série sera également adaptée en France afin de faire revivre cette histoire dans le contexte français.